# نادي إيتوانو
نادي إيتوانو هو نادي كرة قدم برازيلي أٌسس عام 1947. يلعب النادي في بطولة باوليستا. والتي فاز فيها في 2002 و 2014.